# EV Андромеды
EV Андромеды (лат. EV Andromedae) — одиночная переменная звезда в созвездии Андромеды на расстоянии приблизительно 5483 световых лет (около 1681 парсека) от Солнца. Видимая звёздная величина звезды — от +14,8m до +13,4m.

## Характеристики
EV Андромеды — красный гигант, углеродная пульсирующая полуправильная переменная звезда (SR) спектрального класса C5,5(R). Радиус — около 130,78 солнечных, светимость — около 1834,145 солнечных. Эффективная температура — около 3303 K.